# Liz Pichon

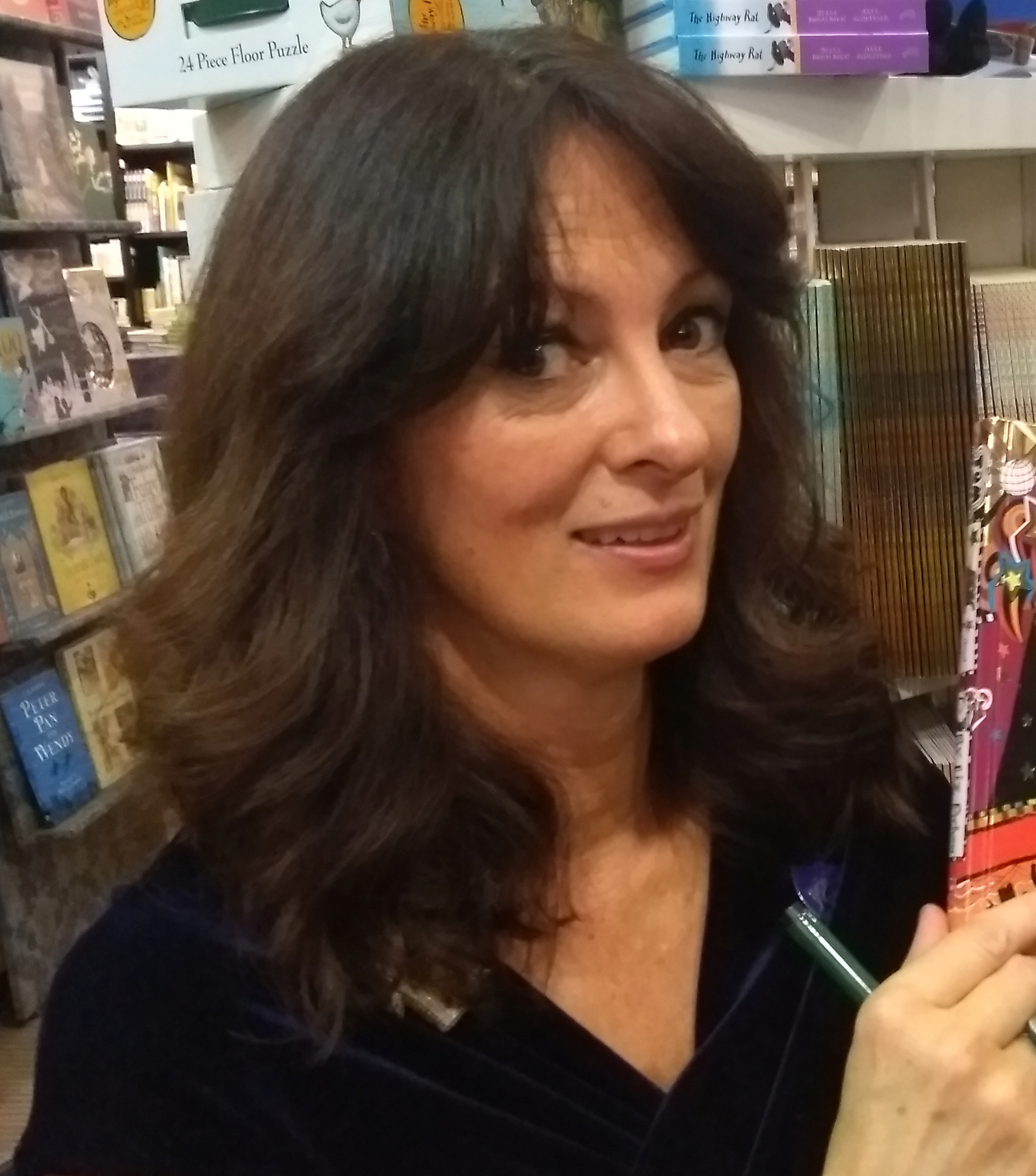
Liz Pichon, 2017

Liz Pichon (* 16. August 1963 in London) ist eine englische Autorin und Illustratorin.

## Leben
Liz Pichon studierte Grafikdesign an der Camberwell School of Art in London. Nach ihrem Studium entwarf sie Plattencover für Jive Records. Ihre bekanntesten Werke sind die Comic-Romane der Tom-Gates-Reihe. Von dieser Reihe wurden allein in Großbritannien eine Million Bücher verkauft. Die Reihe wurde in 44 Sprachen übersetzt.
Pichon lebt mit ihrem Mann und ihren drei Kindern in Brighton.

## Werke (Auswahl)
- Wo ich bin ist Chaos (aber ich kann nicht überall sein) (= Tom Gates). Schneiderbuch, 2011, ISBN 978-3-505-12936-0 (Originaltitel: The Brilliant World of Tom Gates. Übersetzt von Verana Kilchling).
- Eins-A-Ausreden (und anderes cooles Zeug) (= Tom Gates). Schneiderbuch, 2012, ISBN 978-3-505-12937-7 (Originaltitel: Excellent Excuses (And Other Good Stuff). Übersetzt von Verana Kilchling).
- Alles Bombe (irgendwie) (= Tom Gates). Schneiderbuch, 2012, ISBN 978-3-505-12938-4 (Originaltitel: Everything’s Amazing (Sort of). Übersetzt von Verana Kilchling).
- Ich bin so was von genial (aber keiner merkt’s) (= Tom Gates). Schneiderbuch, 2013, ISBN 978-3-505-13153-0 (Originaltitel: Genius Ideas (Mostly). Übersetzt von Verana Kilchling).
- Ich hab für alles eine Lösung (aber sie passt nie zum Problem) (= Tom Gates). Schneiderbuch, 2013, ISBN 978-3-505-13262-9 (Originaltitel: Tom Gates is Absolutely Fantastic (at some things). Übersetzt von Verana Kilchling).
- Jetzt gibt’s was auf die Mütze (aber echt!) (= Tom Gates). Schneiderbuch, 2014, ISBN 978-3-505-13369-5 (Originaltitel: Extra Special Treats (…Not). Übersetzt von Verana Kilchling).
- Schwein gehabt (und zwar saumäßig) (= Tom Gates). Schneiderbuch, 2015, ISBN 978-3-505-13640-5.
- Bitte nicht stören, Genie bei der Arbeit (= Tom Gates). Schneiderbuch, 2015, ISBN 978-3-505-13721-1.
- Läuft! (Wohin eigentlich?) (= Tom Gates). Schneiderbuch, 2015, ISBN 978-3-505-13848-5.
- Volltreffer (daneben!) (= Tom Gates). Schneiderbuch, 2016, ISBN 978-3-505-13864-5.
- Der helle Wahnsinn! (Leuchtet nicht im Dunkeln) (= Tom Gates). Schneiderbuch, 2016, ISBN 978-3-505-13863-8.
- Toms geniales Meisterwerk (Familie, Freunde und andere fluffige Viecher) (= Tom Gates). Schneiderbuch, 2017, ISBN 978-3-505-14037-2.
- Mega Abenteuer (oder so) (= Tom Gates). Schneiderbuch, 2018, ISBN 978-3-505-14147-8.
- Voll auf den Keks (Gekrümelt wird immer) (= Tom Gates). Schneiderbuch, 2018, ISBN 978-3-505-14219-2.
- Monster? Welches Monster? (= Tom Gates). Schneiderbuch, 2019, ISBN 978-3-505-14276-5.
- Krass cooles Kritzelzeug (= Tom Gates). Schneiderbuch, 2019, ISBN 978-3-505-14277-2.
- Ein spektakulärer Schulausflug (echt jetzt...) (= Tom Gates). Schneiderbuch, 2020, ISBN 978-3-505-14345-8.
- Chaos hoch zehn (= Tom Gates). Schneiderbuch, 2021, ISBN 978-3-505-14449-3.
- Zufällig ziemlich witzig (= Tom Gates). Schneiderbuch, 2022, ISBN 978-3-505-15034-0.
- Ich bin dabei (wenn’s gerade passt) (=Tom Gates). Schneiderbuch, 2023, ISBN 978-3-505-15049-4.
- Fünf Sterne – Alle für mich (Hurra) (=Tom Gates). Schneiderbuch, 2024, ISBN 978-3-505-15180-4.